# Windfall II
Windfall II est un Trakehner qui a concouru à l'échelle internationale dans le sport équestre du concours complet. Au cours de sa carrière, il a été vainqueur ou placé 40 fois. En 2004, il est médaille de bronze par équipe aux Jeux olympiques d'été à Athènes avec le cavalier américain Darren Chiacchia. Il remporte le American Trakehner Association's (ATA) Trakehner Forderverein Award en 2008.

## Elevage
Windfall est enregistré par le Trakehner Verband, en dépit du fait d'avoir un seul grand-parent de la lignée Trakehner de Prusse-orientale.